# Sand Mountain (Nevada)
Sand Mountain (ook Sand Springs Dune) is een duin in Churchill County in de Amerikaanse staat Nevada. De duin steekt ongeveer 175 meter boven zijn omgeving uit en is de grootste duin van Nevada. De lengte en de breedte van Sand Mountain bedragen respectievelijk 5,5 en 1,5 kilometer. De duin is gelegen in het Salt Well Basin bij de rand van de Stillwater Range. Sand Mountain bevindt zich dertig kilometer ten zuidoosten van de plaats Fallon en ten noorden van U.S. Highway 50. De duin is te bereiken via een geasfalteerde toegangsweg. Het is een van de drie bekende plaatsen in Nevada waar "zingend zand" voorkomt. Die geluiden komen voor als droog zand naar beneden glijdt.
Sand Mountain is ontstaan nadat Lake Lahontan door klimaatveranderingen begon op te drogen. 4.000 jaar geleden zakte het waterpeil van het meer onder de huidige hoogte van de duin. De gletsjers, die door de klimaatveranderingen verdwenen, lieten deeltjes kwarts achter, die zij van het graniet van de Sierra Nevada weg hadden geslepen. De deeltjes kwarts stroomden door de Walker totdat ze werden neergelegd in de delta van de rivier. De wind blies het zand vervolgens over een periode van duizenden jaren door de lucht naar het noordoosten over een afstand van ruim vijftig kilometer naar de huidige locatie van Sand Mountain. De Stillwater Range, die ten noordoosten van Sand Mountain ligt, voorkwam dat het zand verder zou worden verplaatst. De duin groeide geleidelijk over de jaren en ook tegenwoordig heeft de wind invloed op de vorm van Sand Mountain.
Bij Sand Mountain bevindt zich een Nevada Historical Marker met het nummer 10.

## Recreatiegebied

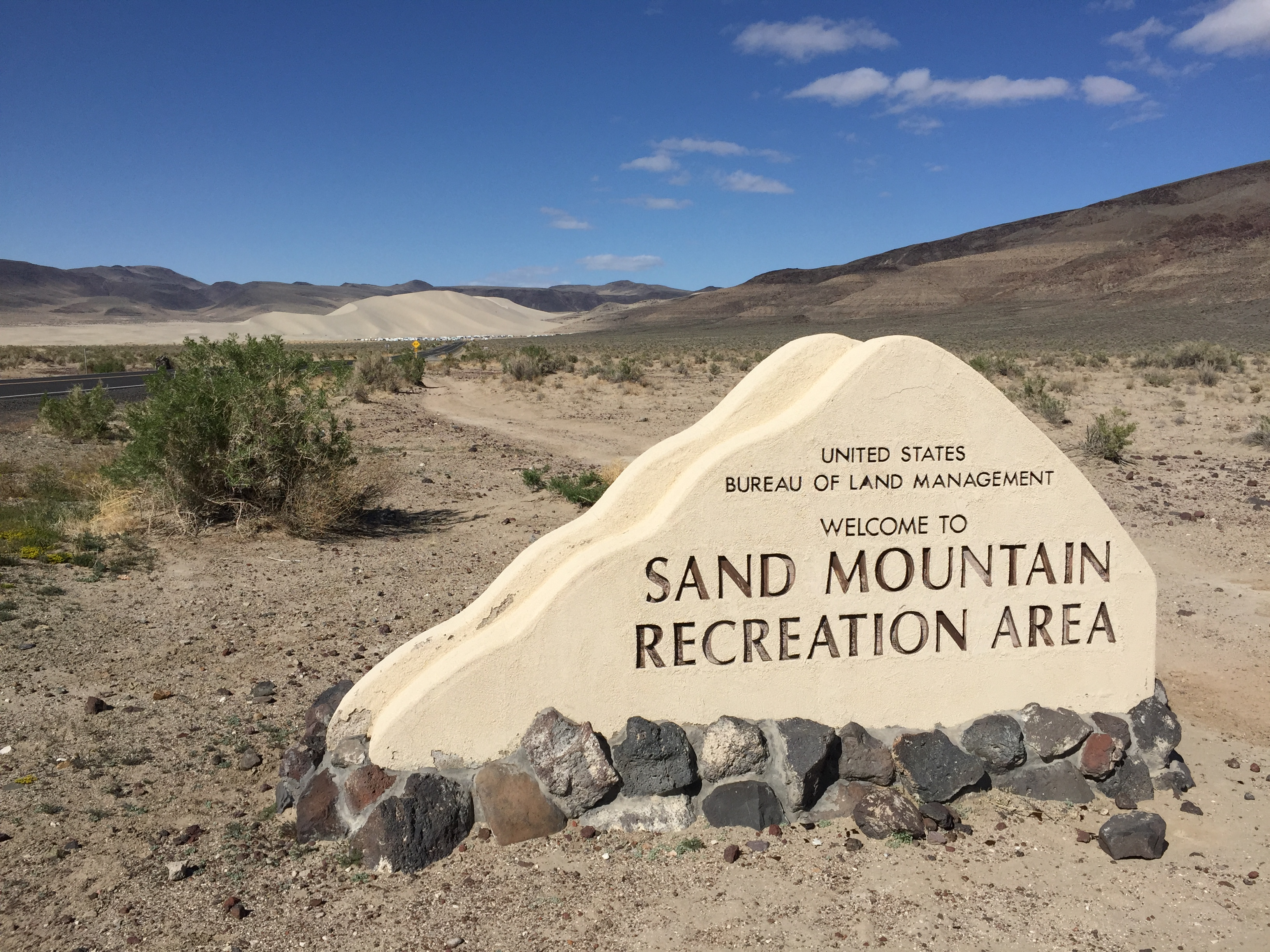
Welkomsbord van Sand Mountain Recreation Area

Sand Mountain en de nabije omgeving ervan vormen Sand Mountain Recreation Area, dat een oppervlakte heeft van 19,4 km² en in bezit is van het Bureau of Land Management. Het gebied wordt jaarlijks door tienduizenden mensen bezocht en is populair onder bestuurders van terreinauto's, motors en andere off-roadvoertuigen en onder zandborders. Naast het open terrein is er voor voertuigen een netwerk van zandpaden met een lengte van 37 kilometer beschikbaar. Het in 2008 ingestelde netwerk heeft als doel de flora en fauna van het gebied te beschermen. Daarnaast zijn er faciliteiten voor wandelaars en is er een kampeerterrein met kraampjes.
Binnen Sand Mountain Recreation Area bevindt zich Sand Springs Desert Study Area, dat een oppervlakte van zestien hectare heeft. Door Sand Springs Desert Study Area loopt een wandelpad. Ook is Sand Springs Station, een monument in het National Register of Historic Places, gelegen binnen Sand Mountain Recreation Area. Sand Springs Station was begin jaren 60 van de 19e eeuw een station van de Pony Express en de overblijfselen daarvan werden in 1976 door archeologen ontdekt.
Ook leeft er in het gebied een endemische vlindersoort (Euphilotes pallescens arenamontana). Deze vlinder is zeer afhankelijk van de plantensoort Eriogonum nummulare, die in het gebied voorkomt. Uit onderzoek van beeldmateriaal van satellieten bleek dat de vegetatie in het gebied sinds 1979 sterk is afgenomen. Tegelijkertijd was het bezoekersaantal, dat in 1979 ongeveer 5.000 bedroeg, flink gestegen. Door de afnemende vegetatie is ook het aantal grootoorkitvossen in het gebied verminderd.

## Betekenis voor de inheemse bevolking
Sand Mountain wordt door de inheemse bevolking Kwazi genoemd en is van belang voor de Northern Paiute en de Western Shoshone. Volgens de mythologie van de Northern Paiute wordt de duin bewoond door Panitogogwa, een reuzenslang, die de kam van Sand Mountain vormt. Het zingende zand zou het geluid van die slang zijn. De slang kwam volgens de legende naar de duin vanuit Walker Lake, toen hij gewond was, en liet op zijn weg een spoor van zand achter. Toen hij bij Sand Mountain was aangekomen, zou hij zich daar gevestigd hebben. Veel leden van de Northern Paiute durven de duin niet te beklimmen, omdat ze bang zijn te worden opgeslokt door de slang.